# Igreja Católica na República Centro-Africana
A Igreja Católica na República Centro-Africana é parte da Igreja Católica universal, em comunhão com a liderança espiritual do Papa, em Roma, e da Santa Sé. Os católicos representam o maior grupo cristão do país. Não apenas a Igreja Católica, mas todos os cristãos de forma geral vêm sofrendo com o fundamentalismo islâmico, e a perseguição é mais severa nas partes norte e leste do país, onde a população muçulmana domina, especificamente na fronteira com o Sudão. O país registra aumento da oposição e da perturbação da Igreja. As denúncias de violações dos direitos humanos feitas recentemente por líderes cristãos, geraram ameaças, depredações e incêndios a igrejas pelo país. O país vive grande crise humanitária, o que deixa os cristãos ficam ainda mais vulneráveis.

## História
Como a maioria dos países africanos, a sociedade centro-africana foi dominada por várias religiões tradicionais africanas, as quais eram mais comuns no sul e centro do país. O norte contava com presença majoritária muçulmana, devido à presença de comerciantes praticantes dessa religião vindos do Chade. O cristianismo cresceu e tornou-se dominante na região depois de colonos franceses assumirem o poder na década de 1880, e ganhou a escolha de muitos, especialmente pelo fato de ser uma forma de aproximar os colonos dos colonizadores. Os missionários católicos chegaram ao território na segunda metade do século XIX,mais precisamente em 1894, na localidade de Saint-Paul-des-Rapids, trazida pelo padre Prosper Philippe Augouard, e enfrentando grande dificuldade por ser uma missão precária e solitária em meio a um povo hostil praticante do canibalismo.
Como um reflexo dos laços políticos com o Chade, o Vicariato Apostólico do Alto Congo Francês e Ubangi (hoje Arquidiocese de Brazzaville) foi criado a partir do Vicariato do Congo Francês em 1894. As três primeiras missões da região criaram a Prefeitura Apostólica de Ubangi Shari em 1909, e que viria a se tornar o Vicariato de Bangui em 1940. A vizinha Prefeitura de Berbérati seria elevada a vicariato em 1952. Concomitantemente, o governo francês instaurou o trabalho forçado para expandir sua produção de borracha, e que veio a causar um êxodo de nativos. Embora a falta de missionários tenha prejudicado os esforços de evangelização da Igreja durante a Primeira Guerra Mundial, um aumento no fluxo de religiosos no pós-guerra permitiu que as missões se expandissem para além dos rios fronteiriços para o interior do território. Em 1938 foi ordenado o primeiro sacerdote africano.
Capuchinhos franceses expulsos da Etiópia começaram a trabalhar em Berbérati em 1938 e, após a Segunda Guerra Mundial, juntaram-se aos capuchinhos italianos, também expulsos de território etíope. Os padres espiritanos holandeses receberam a missão de evangelizar a região de Bangassou em 1954, e no ano seguinte a hierarquia da Igreja da região foi formalmente estabelecida.
A agitação política contínua de 1999 e as ameaças ao governo democrático por membros das forças armadas eram a preocupação de muitos na Igreja, levando o arcebispo de Bangui, Joachim N'Dayen, a sediar negociações de paz desde 1996. Em 1999, o Papa São João Paulo II falou aos bispos da República Centro-Africana sobre sua "situação difícil e complexa", mas elogiou os esforços de evangelização que resultaram na criação de duas novas dioceses e a promoção da família cristã na região.

## Atualmente
Os seminários menores do país, localizados em Sibut e Berbérati, tinham 114 seminaristas em 2000. O país tinha 115 paróquias e numerosas escolas primárias e secundárias. A Igreja tinha 138 sacerdotes seculares e 145 religiosos, bem como 59 religiosos e 370 religiosas, para administrar aos fiéis da República Centro-Africana nesse mesmo ano.
Parte dos cristãos aliam sua fé à prática religiões tradicionais africanas, incluindo a magia negra e feitiçaria. Desde o início do década de de 2010, vêm ocorrendo instabilidades políticas, com influências religiosas. Os militantes seleka queixam-se de uma suposta negligência do governo em relação às regiões predominantemente muçulmanas no norte. As principais celebrações cristãs são feriados públicos: Sexta-feira Santa, Páscoa, Ascensão de Jesus, Assunção de Nossa Senhora, Todos os Santos e Natal. Em 2017, após uma conferência de reconciliação nacional, as principais celebrações muçulmanas também foram declaradas feriados públicos: Eid al-Fitr e Eid al-Kebir.
A Igreja Católica é proprietária de uma rede de escolas, que estão presentes em todas as nove dioceses do país, coordenada pela Écoles Catholiques Associées en Centrafrique (ÉCAC), baseadas em um acordo assinado com o Ministério da Educação. Os estrangeiros que trabalham para a ÉCAC recebem autorização de residência gratuita. A Universidade de Bangui, pública, tem uma capelania católica perto do campus, gerida pelos jesuítas, com diversas atividades pastorais e culturais.
Um Acordo de comum interesse entre a Santa Sé e a República Centro-Africana foi assinado em setembro de 2016 no Palais de la Renaissance de Bangui, sede da Presidência da República, na presença do Chefe de Estado, Faustin Archange Touadéra. As duas partes, ainda que defendendo sua independência e a autonomia próprias, comprometeram-se em colaborar pelo bem-estar moral, espiritual e material da população e pela promoção do bem comum.

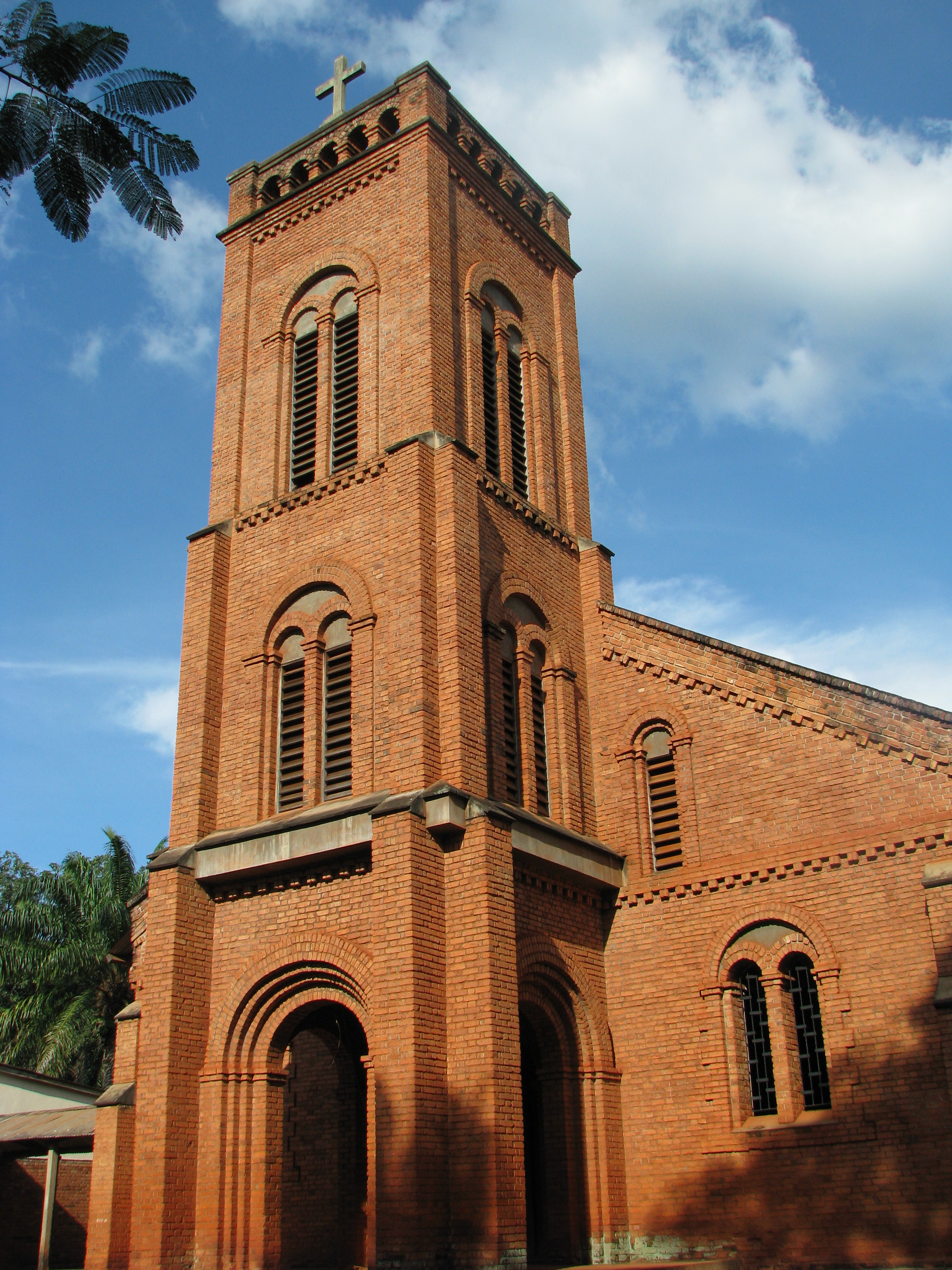
Catedral de São Pedro Claver, em Bangassou.

Em 2016, a violência entre cristãos e muçulmanos recomeça em diversos pontos do país. A Igreja foi convidada pelo governo para auxiliar no fim das hostilidades. O Cardeal Dieudonné Nzapalainga, arcebispo de Bangui, liderou uma marcha no dia 12 de outubro de ida e volta do bairro do Terceiro Distrito até ao PK5. O arcebispo se reuniu com membros de grupos armados, incluindo Abdoul Danda, que lhe devolveu um homem que era mantido refém há duas semanas. Em 1º de setembro de 2017, dois sacerdotes responsáveis pela da paróquia de Zemio, padre Jean-Alain Zimbi e padre Desiré Blaise Kpangou, e as 15.000 pessoas que estavam abrigadas na sua igreja há semanas, atravessaram o Rio Mbomou até à República Democrática do Congo. Assim que saíram, as instalações da igreja foram assaltadas e pilhadas por homens armados. Já no 4 de setembro do mesmo, o padre Ephrem Pounaba, escapou de uma tentativa de assassinato liderador por forças Seleka. Na mesma época, um sacerdote polonês que trabalhava em Ngaoundaye (na Diocese de Bouar) foi sequestrado por outro grupo ex-Seleka. No mesmo período, em Kembé, a paróquia local teve de abrigar em suas dependências pessoas que fugiam de um tiroteio entre milícias, que durou várias horas, e gerou um saldo de 150 mortos
Em 2017, a cidade de Nzacko, foi atacada por militantes do Seleka, que expulsaram todos os não-muçulmanos da cidade, de modo que a população não-muçulmana perdeu tudo, incluindo muitos que foram mortos. A missão católica da região foi completamente destruída, arrasada – o presbitério, a sala de operações (totalmente equipada para grandes operações) a escola, a velha igreja, etc. O padre responsável pela missão afirmou: "Nos sentimos especialmente perseguidos pelos muçulmanos". Os fundamentalistas são tão violentos, que chegam a atacar muçulmanos mais moderados.
Particularmente em 2018 houve um número alto de mortes de fiéis e clérigos católicos: foram cinco sacerdotes assassinados, e em todos os crimes havia indícios de ser ataques com motivação religiosa, ao menos parcialmente. O padre Joseph Désiré Angbabata, da Diocese de Bambari, foi morto a tiros em 21 de março durante um ataque contra uma paróquia em Seko, onde muitas pessoas se tinham refugiado. O ataque foi aparentemente realizado por rebeldes da União para a Paz na República Centro-Africana. Já no dia 1º de maio, uma milícia muçulmana armada de “autodefesa” com sede em Bangui, conhecida como PK5, cercou Paróquia Nossa Senhora de Fátima em seu bairro, majoritariamente muçulmano, conhecido como Kilometre Cinq, durante a missa e abriu fogo durante mais de uma hora, matando 30 pessoas e ferindo pelo menos 185. O Padre Albert Tungumale Baba, um sacerdote muito respeitado que desenvolvia o trabalho de reconciliação de cristãos e muçulmanos na região, estava entre os mortos. No dia 25 de maio foi publicado um documento assinado pelo Cardeal arcebispo de Bangui, Dieudonné Nzapalainga, pelo imã Omar Kobine Layama, líder da comunidade muçulmana, e pelo pastor Nicolas Guerekoyame-Gbangou, presidente da Associação das Igrejas Evangélicas da República Centro-Africana, declarando que "a crise que tem dominado o país desde 2013 não se deve apenas a fatores internos, mas também é instigada e exacerbada por interferências externas". Os três líderes religiosos declararam "que alguns centro-africanos, gananciosos por despojos fáceis e pelo poder, 'estão a aliar-se aos mercenários estrangeiros do Chade e do Sudão a fim de desestabilizar a República Centro-Africana'". Após o massacre, mais de 1.000 fiéis cristãos, chegando ao seu limite devido à perseguição, transportaram o seu corpo pelas ruas até ao palácio presidencial, onde foram dispersados pelo polícia. Alguns dos manifestantes foram para o bairro de Lakouanga, onde há uma importante comunidade muçulmana, e destruíram parcialmente a mesquita. Dois homens muçulmanos foram também queimados vivos. Em 20 de maio de 2019, uma freira franco-espanhola de 77 anos foi decapitada.
A pandemia de COVID-19 teve forte impacto na rotina católica centro-africana a partir de março de 2020. A Fundação ACN noticiou que a Igreja adotou a "plena cooperação" com o Governo para pôr em prática as medidas restritivas necessárias para conter o avanço da doença, e a implantar um rápido sistema de comunicação entre as autoridades e os líderes eclesiásticos. Escolas e locais de culto foram fechados durante 30 dias, supermercados foram parcialmente fechados e foi imposto um toque de recolher obrigatório em âmbito nacional. O mesma cooperação não foi observada por parte dos muçulmanos, principalmente das vertentes mais radicais, que se negaram a fechar as mesquitas durante as orações do Ramadã. O retorno das atividades católicas ocorreu com diversas medidas de segurança, como distanciamento social, uso de máscaras e lavagem das mãos. Os cristãos convertidos do islã enfrentam pressão de membros da família, e isolamento por parte da comunidade local, e também tentar forçá-los a renunciar ao cristianismo por meio de violência, de estupros, sequestros e escravidão sexual, espancamento, tortura e morte. As mulheres são colocadas em prisão domiciliar para evitar que elas se encontrem com outros cristãos ou então são forçadas a se casar com um muçulmano muito mais velho. Quando as mães são cristãs, elas são as únicas com permissão para participar de reuniões cristãs, como missas, desde que seus filhos sejam enviados para a mesquita, o templo muçulmano.
A Igreja Católica centro-africana conta com um razoável estrutura em suas principais instalações, operando estações de rádio no país, sendo que a principal delas a Radio Notre Dame, tem sua sede localizada em Bangui. Há também outras estações de rádio que puderam voltar ao ar após a dissolução da seleka. Há uma rede de escolas em todas as dioceses, coordenada pela organização "Escolas Católicas Associadas da África Central" (em francês:  Écoles Catholiques Associées en Centrafrique), a qual conta com o aval do Ministério da Educação. A Universidade de Bangui tem uma capelania católica em seu campus, gerida pelos jesuítas, com várias atividades pastorais e culturais.

## Organização territorial
O catolicismo está presente no país com uma arquidiocese e oito dioceses, todas listadas abaixo: Há também a Eparquia da Anunciação de Ibadan, sediada na Nigéria e presente em diversos países africanos, incluindo a República Centro-Africana, e é voltada para os fiéis católicos que seguem o rito maronita.
| Circunscrições eclesiásticas católicas da República Centro-Africana | Circunscrições eclesiásticas católicas da República Centro-Africana | Circunscrições eclesiásticas católicas da República Centro-Africana | Circunscrições eclesiásticas católicas da República Centro-Africana | Circunscrições eclesiásticas católicas da República Centro-Africana |
| Circunscrição                                                       | Ano de ereção                                                       | Catedral                                                            | Mapa                                                                | Ref.                                                                |
| ------------------------------------------------------------------- | ------------------------------------------------------------------- | ------------------------------------------------------------------- | ------------------------------------------------------------------- | ------------------------------------------------------------------- |
| Arquidiocese de Bangui                                              | 1909                                                                | Catedral de Nossa Senhora da Imaculada Conceição                    |                                                                     | [ 14 ]                                                              |
| Diocese de Alindao                                                  | 2004                                                                | Catedral do Sagrado Coração                                         |                                                                     | [ 15 ]                                                              |
| Diocese de Bambari                                                  | 1965                                                                | Catedral de São José                                                |                                                                     | [ 16 ]                                                              |
| Diocese de Bangassou                                                | 1954                                                                | Catedral de São Pedro Claver                                        |                                                                     | [ 17 ]                                                              |
| Diocese de Berbérati                                                | 1962                                                                | Catedral de Berbérati                                               |                                                                     | [ 18 ]                                                              |
| Diocese de Bossangoa                                                | 1959                                                                | Catedral de Santo Antônio de Pádua                                  |                                                                     | [ 19 ]                                                              |
| Diocese de Bouar                                                    | 1978                                                                | Catedral de Maria, Mãe da Igreja                                    |                                                                     | [ 20 ]                                                              |
| Diocese de Kaga–Bandoro                                             | 1997                                                                | Catedral de Santa Teresa do Menino Jesus                            |                                                                     | [ 21 ]                                                              |
| Diocese de Mbaïki                                                   | 1995                                                                | Catedral de Santa Joana d'Arc                                       |                                                                     | [ 22 ]                                                              |
| Eparquia da Anunciação de Ibadan Rito maronita                      | 2014                                                                | Catedral de Nossa Senhora da Anunciação                             |                                                                     | [ 13 ]                                                              |

## Conferência Episcopal
A reunião dos bispos do país forma a Conferência Episcopal Centro-Africana, que foi criada em 1970.

## Nunciatura Apostólica
A Delegação Apostólica da África Central foi criada em 1965, e renomeada para Nunciatura Apostólica da República Centro-Africana em 3 de maio de 1970. Em 1976, foi novamente renomeada para Nunciatura do Império Centro-Africano, e novamente para Nunciatura Apostólica da República Centro-Africana em 1979.

## Visitas papais
O país foi visitado pelo Papa São João Paulo II em 1985, juntamente com Togo, Costa do Marfim, Camarões, Quênia, Zaire e Marrocos, e também pelo Papa Francisco em sua viagem apostólica à África em 2015, juntamente com Uganda e Quênia.
No dia 29 de novembro de 2015, na catedral de Bangui, o Papa Francisco realizou a abertura da Porta Santa no Ano da Misericórdia, diante de sacerdotes, religiosos, religiosas, catequistas e jovens. Em seu discurso ele afirmou:
| “ | Todos nós pedimos paz, misericórdia, reconciliação, perdão, amor… para Bangui, para toda a República Centro-Africana, para o mundo inteiro. Para os países que sofrem a guerra, peçamos a paz; todos juntos, peçamos amor e paz. Todos juntos (em língua sango): "Doyé Siriri!" | ” |
|   | — Papa Francisco aos sacerdotes do país, durante a abertura da Porta Santa. |   |